# АЭС Эль-Дабаа
АЭС Эль-Да́баа (Эд-Да́бъа араб. محطة الضبعة النووية‎, махе́ттат эд-да́бъат эн-науауи́я) — первая атомная электростанция в Египте, строящаяся в городе Эд-Дабъа (в мухафазе Матрух). Возводится «Росатомом» на северном побережье страны в 3,5 км от Средиземного моря (на участке от 149 км до 164 км трассы в районе города Эль-Аламейн) примерно в 300 километрах к северо-западу от Каира.

## Общие сведения
До 2028 года на площадке будет построено четыре энергоблока станции с реакторами ВВЭР-1200, что сделает Египет единственной страной региона, располагающей реакторами поколения 3+. Российская сторона также займётся развитием ядерной инфраструктуры, осуществит поставку российского ядерного топлива на весь жизненный цикл атомной станции, построит специальное хранилище и поставит контейнеры для хранения отработавшего ядерного топлива, увеличит уровень локализации, обеспечит подготовку национальных кадров, окажет египетским партнёрам поддержку в эксплуатации и сервисе АЭС «Эль-Дабаа» на протяжении первых 10 лет работы станции. Египет рассчитывал, что пуск первого блока АЭС состоится в 2024 году, однако на сайте «Росатома» был назначен на 2026 год.

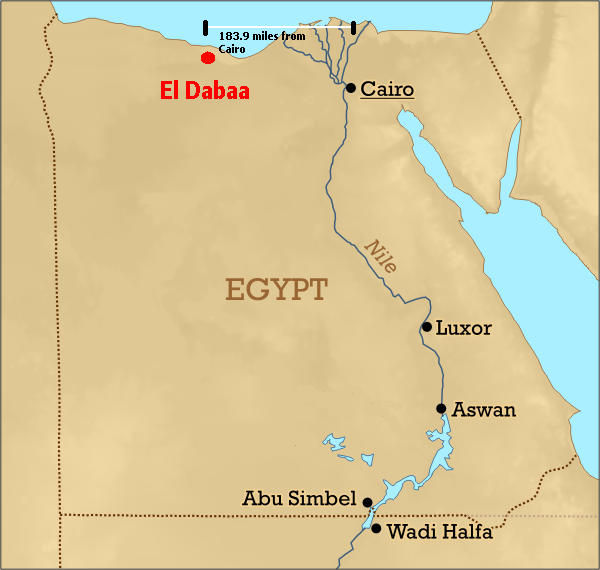
Расположение Эд-Дабъа

На декабрь 2021 года началось строительство площадки материальной и производственной базы первого и второго энергоблоков.

## Хронология реализации проекта
- 19 ноября 2015 года Египет и Россия подписали соглашение, согласно которому РФ построит и профинансирует строительство первой египетской АЭС[7][8].
- 31 декабря 2016 года заключён EPC-контракт (на инженерные разработки, материально-техническое снабжение и строительство) по АЭС «Эль-Дабаа»[11].
- 28 мая 2017 года были завершены переговоры по подготовке и согласованию пакета контрактов[12].
- 4 сентября 2017 года Египет завершил согласование по контракту на строительство Россией АЭС «Эль-Дабаа», сообщил президент Арабской Республики Абдель Фаттах эс-Сиси и пригласил президента РФ Владимира Путина на торжественное подписание документа[13].
- 25 ноября 2017 года выполнены гидрографические, топогеодезические и гидрологические изыскания для строящейся АЭС[14].
- В декабре 2017 года глава Росатома Алексей Лихачёв и министр электроэнергетики и возобновляемых источников энергии Египта Мохаммед Шакер подписали акты о вступлении в силу контрактов на строительство АЭС[10].
- 9 октября 2018 года «Турбинные технологии ААЭМ» (совместное предприятие машиностроительного дивизиона Росатома АО «Атомэнергомаш» и американской General Electric) выиграли контракт на поставку оборудования машинного зала для четырёх энергоблоков будущей АЭС. По условиям договора компания выполнит проектирование, изготовление, поставку четырёх комплектов паровых турбин, конденсаторов, турбогенераторов[15][16][17].
- 18 октября 2018 года стало известно, что Госкорпорация «Росатом» заключила с французской инжиниринговой группой Assystem контракт по проекту строительства АЭС. Также Assystem должна оказать помощь «Атомстройэкспорту» в получении лицензий и разрешений для строительства АЭС[11].
- 10 апреля 2019 официально одобрена площадка под строительство АЭС[18].
- В июне 2022 года начато производство оборудования для станции[19].
- 29 июня 2022 года власти Египта выдали Росатому разрешение на строительство 1-го энергоблока[20].
- 20 июля 2022 года заливкой первого бетона в фундаментную плиту объёмом более 17 000 м³ дан старт строительству первого энергоблока.[21]
- 31 октября 2022 года управление по ядерному и радиологическому регулированию Египта дало разрешение на строительство второго энергоблока[22].
- 19 ноября 2022 года заливкой первого бетона в фундаментную плиту дан старт строительству второго энергоблока.[23]
- 3 мая 2023 года на площадке сооружения АЭС «Эль-Дабаа» в Египте залили «первый бетон» в фундаментную плиту энергоблока № 3.
- 24 января 2024 года Владимир Путин и президент Египта Абдул-Фаттах Ас-Сиси по видеоконференции приняли участие в мероприятии по заливке первого бетона в основание 4-го энергоблока АЭС[24].

## Реализация проекта
Заказчиком проекта выступает компания El-Dabaa NPP (Египет), генеральный проектировщик АО «АТОМПРОЕКТ» (Россия), генеральный подрядчик Акционерное общество «Атомстройэкспорт» (Россия), субподрядчики: АО «Концерн Титан-2» (Россия), ООО «Трест РосСЭМ» (Россия), компания The Arab Contractors (Египет) и Hassan Allam (Египет).
25 августа 2022 заключён контракт между АО «Атомстройэкспорт» и корпорацией по гидро- и атомной энергетике Кореи Korea Hydro and Nuclear Power Co. Ltd (KHNP) на сооружение «турбинных островов». По контракту южнокорейская компания построит порядка 80 зданий и сооружений на четырёх энергоблоках станции, а также закупит и поставит оборудование и материалы для «турбинных островов», включая саму турбину.

## Финансирование
Реализация проекта обойдётся в 30 миллиардов долларов США. 85 % стоимости будет профинансировано за счёт государственного кредита РФ в размере 25 миллиардов долларов США. Остальные 15 % будут в рассрочку профинансированы Египтом за счет привлечения частных инвесторов. Российский кредит выдаётся на срок 13 лет на условиях выплаты 3 % годовых. Выплаты Египтом по кредиту должны начаться в октябре 2029 года.

## Энергоблоки
| Энергоблок  | Тип реакторов | Мощность | Мощность | Начало строительства | Подключение к сети | Ввод в эксплуатацию | Закрытие |
| Энергоблок  | Тип реакторов | Чистый   | Брутто   | Начало строительства | Подключение к сети | Ввод в эксплуатацию | Закрытие |
| ----------- | ------------- | -------- | -------- | -------------------- | ------------------ | ------------------- | -------- |
| Эль-Дабаа-1 | ВВЭР-1200/529 | 1114 МВт | 1200 МВт | 20.07.2022           |                    | 2028                |          |
| Эль-Дабаа-2 | ВВЭР-1200/529 | 1114 МВт | 1200 МВт | 19.11.2022           |                    |                     |          |
| Эль-Дабаа-3 | ВВЭР-1200/529 | 1114 МВт | 1200 МВт | 03.05.2023           |                    |                     |          |
| Эль-Дабаа-4 | ВВЭР-1200/529 | 1114 МВт | 1200 МВт | 23.01.2024           |                    |                     |          |